# جان لیون چاپل
جان لیون چاپل (انگلیسی: John Chapple؛ زادهٔ ۲۷ مهٔ ۱۹۳۱) فرد نظامی اهل بریتانیا است. وی همچنین برندهٔ جوایزی همچون نشان حمام و نشان امپراتوری بریتانیا شده‌است.
یک افسر ارتش بریتانیا بود که از سال ۱۹۸۸ تا ۱۹۹۲ به عنوان رئیس ستاد کل، فرمانده حرفه‌ای ارتش بریتانیا، خدمت کرد. او در اوایل دوران نظامی خود در جریان وضعیت اضطراری مالایایی و بار دیگر در جریان رویارویی اندونزی و مالزی حضور داشت و بعدها در دوران حرفه‌ای خود در طول جنگ خلیج فارس به دولت بریتانیا مشاوره داد.